# گمینا گاووژتسه
گمینا گاووژتسه (به لهستانی:  Gmina Gaworzyce) یک گمینا در لهستان است که در شهرستان پولکوویتسه واقع شده‌است. گمینا گاووژتسه ۷۶٫۹۹ کیلومتر مربع مساحت و ۳٬۸۴۹ نفر جمعیت دارد.